# دواين شينتزيوس
دواين شينتزيوس (بالإنجليزية: Dwayne Schintzius)‏ مواليد 14 أكتوبر 1968 في فلوريدا - الوفاة 15 أبريل 2012، كان لاعب كرة سلة أمريكي بدأ مسيرته الاحترافية في سنة 1990 وحمل الرقم 24 و42 و33 و55. بلغ طوله 7 قدم 2 بوصة (2.2 م). اعتزل اللعب في 2003.

## فرق لعب لها
- سان أنطونيو سبرز
- سكرامنتو كينغز
- بروكلين نتس
- إنديانا بايسرز
- لوس أنجلوس كليبرز
- بوسطن سيلتكس

## روابط خارجية
- دواين شينتزيوس على موقع الاتحاد الدولي لكرة السلة (الإنجليزية)
- دواين شينتزيوس على موقع إن بي أي (الإنجليزية)
- دواين شينتزيوس على موقع سبورتس رفرنس (الإنجليزية)
- دواين شينتزيوس على موقع كرة السلة الأوروبية.كوم (الإنجليزية)
- دواين شينتزيوس على موقع كلية كرة السلة في سبورتس رفرنس.كوم (الإنجليزية)
- دواين شينتزيوس على موقع ريلجم (الإنجليزية)
- دواين شينتزيوس على موقع بروبوليرز (الإنجليزية)
- دواين شينتزيوس على موقع سبورتس رفرنس (الإنجليزية)